# Biogênese
A biogênese (português brasileiro) ou biogénese (português europeu) é a produção e o conjunto de formas de produção de novos organismos ou organelas vivas. Ao longo da história da humanidade várias foram as hipóteses que visavam a responder como surgem os seres da Terra.
Atualmente, a lei da biogênese, atribuída a Louis Pasteur, é resultante da observação de que seres vivos provêm apenas de outros seres vivos, através da reprodução. Ou seja, que seres vivos não se formam diretamente a partir de materiais não vivos em forma como proposta na geração espontânea. Este princípio é resumido pela frase em latim Omne vivum ex vivo, que significa "toda vida vem da vida". Uma frase relacionada a esta é Omnis cellula ex cellula, "todas as células vem de células", observação que é central à teoria celular.
O termo biogênese foi inicialmente criado por Henry Charlton Bastian com acepção de geração da vida a partir de materiais não vivos, entretanto Thomas Henry Huxley escolheu o termo abiogênese para tal fim e redefiniu a acepção de biogênese como sendo a vida se originando de vida preexistente. A acepção de Huxley é a acepção em vigor atualmente.
O termo abiogênese, geração de vida a partir de material não vivo, abarca hoje duas acepções: a associada à geração espontânea, descartada cientificamente, e a assim chamada abiogênese química, que ocorreu pelo menos uma vez na história da Terra, ou do universo (ver panspermia), quando a primeira forma de vida se formou.

## Geração Espontânea e seu desenvolvimento
Os gregos antigos acreditavam que seres vivos poderiam vir a existir espontaneamente a partir de matéria não viva, e que a deusa Gaia poderia fazer a vida surgir espontaneamente a partir de pedras, um processo conhecido com Generatio spontanea. Aristóteles discordava, mas ele ainda acreditava que seres vivos poderiam surgir a partir de organismos diferentes ou do solo. Variações deste conceito de geração espontânea existiam até o século XVII, mas a partir do fim daquele século, uma série de observações e discussões começaram, e vieram a desacreditar aquelas ideias. Este avanço na compreensão científica recebeu muita oposição, com crenças pessoais e preconceitos individuais geralmente obscurecendo os fatos.
Francesco Redi, um médico italiano, já havia demonstrado em 1668 que formas de vida mais complexas não originavam vida espontaneamente, mas os proponentes da abiogênese alegavam que isto não se aplicava a micróbios e continuaram a sustentar que estes podiam surgir espontaneamente. Tentativas de refutar a geração espontânea da vida a partir da não vida continuaram até o início do século XIX com observações e experiências feitas por Franz Schulze e Theodor Schwann.
Em 1745 John Needham colocou uma porção de caldo de galinha num vidro e ferveu o mesmo. A seguir ele deixou-o esfriar e aguardou. Quando apareceram micróbios, ele propôs que este era um exemplo de geração espontânea. Em 1768 Lazzaro Spallanzani repetiu a experiência de Needham mas removeu todo o ar dos vidros. Não ocorreu crescimento de micróbios. Em 1854, Heinrich Schröder (1810–1885) e Theodor von Dusch, e em 1859 apenas Schröder, repetiram os experimentos de filtração de Helmholtz, e mostrou que partículas vivas poderiam ser removidas do ar a partir da filtragem do ar através de algodão e lã.
Em 1864, Louis Pasteur finalmente anunciou os resultados de seus experimentos. Em uma série de experimentos similares aos que haviam sido feitos anteriormente por Needham e Spallanzani, Pasteur demonstrou que a vida não surge em áreas que não tenham sido previamente contaminadas por vida preexistente. Os resultados empíricos foram resumidos na frase em latim Omne vivum ex vivo, que significa "toda vida vem da vida".
Após obter seus resultados, Pasteur afirmou "La génération spontanée est une chimère", que significa "A geração espontânea é uma quimera".

## Biopoese (biogênese) laica moderna
Em 1953 o químico Stanley Miller fez a famosa experiência onde tentava recriar a atmosfera primordial da Terra e, a partir de matéria inorgânica (água, metano, amônia e hidrogênio, bombardeados com eletricidade), obteve compostos orgânicos (aminoácidos e lipídios, entre outros), resultados que foram teorizados por John Desmond Bernal em parte de sua obra. Segundo esta teoria, a vida teria surgido espontaneamente, a partir de processos darwinistas que, segundo estudos recentes, teriam iniciado antes da própria vida. 